# Leptogenys tricosa
Leptogenys tricosa is een mierensoort uit de onderfamilie van de Ponerinae. De wetenschappelijke naam van de soort is voor het eerst geldig gepubliceerd in 1969 door Taylor.